# محلية الروصيرص
محلية الروصيرص (بالإنجليزية: Al Roseires District)‏ إحدى محليات ولاية النيل الأزرق، السودان.